# Haliplus hoppingi
Haliplus hoppingi är en skalbaggsart som beskrevs av Wallis 1933. Haliplus hoppingi ingår i släktet Haliplus och familjen vattentrampare. Inga underarter finns listade i Catalogue of Life.